# Senecio doronicum
Senecio doronicum é uma espécie de planta com flor pertencente à família Asteraceae. 
A autoridade científica da espécie é (L.) L., tendo sido publicada em Systema Naturae, Editio Decima 2: 1215. 1759.

## Portugal
Trata-se de uma espécie presente no território português, nomeadamente os seguintes táxones infraespecíficos:
- Senecio doronicum subsp. lusitanicus - presente em Portugal Continental. Em termos de naturalidade é endémica da região atrás referida. Encontra-se protegida por legislação portuguesa ou da Comunidade Europeia, nomeadamente pelo Anexo IV da Directiva Habitats.